# ヨアナ・イェンジェイチック
ヨアナ・イェンジェイチック（Joanna Jędrzejczyk、1987年8月18日 - ）は、ポーランドの元女性総合格闘家、元キックボクサー。ヴァルミア＝マズールィ県オルシュティン出身。アメリカン・トップチーム所属。元UFC世界女子ストロー級王者。ポーランド人史上初のUFC世界王者。UFC殿堂入り。ヨアナ・イェンドジェイチェクとも表記される。

## 来歴
10代の頃にシェイプアップのためにムエタイを始め、2005年からプロのファイターに転向した。キックボクサー時代はチーム・ミスターパーフェクトでアーネスト・ホーストの指導を受け、数々の世界タイトルを獲得。日本でも3度試合を行い、佐々木仁子、大石綾乃、AZUMAを相手に勝利を収めた。
2012年から総合格闘技に参戦し、プロデビュー以降6連勝を飾った。

### UFC
2014年7月26日、UFC初参戦となったUFC on FOX 12でジュリアナ・リマと対戦し、3-0の判定勝ちを収めた。
2014年12月13日、UFC on FOX 13で自身と同じくキャリア無敗のクラウディア・ガデーリャと対戦し、2-1の判定勝ちを収めた。

#### UFC世界王座獲得

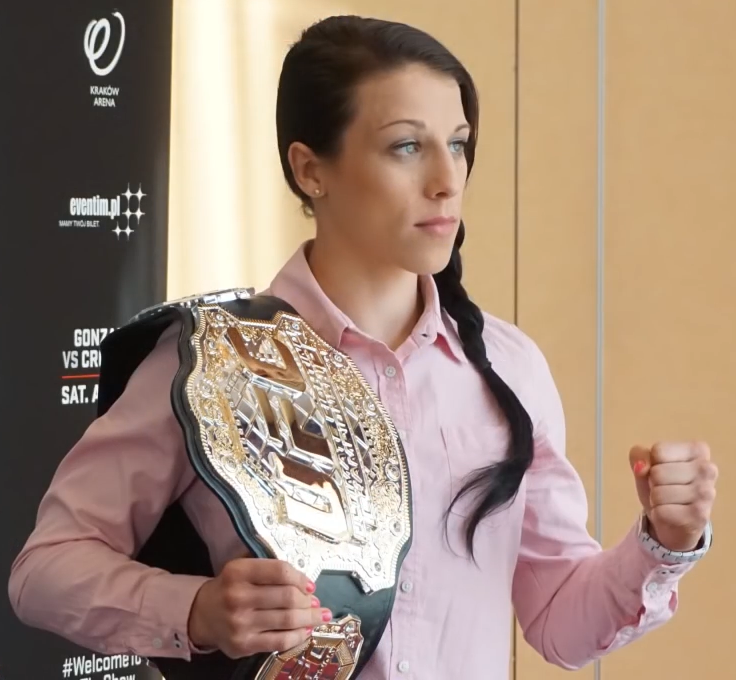
世界王者時代のイェンジェイチック（2015年）

2015年3月14日、UFC 185のUFC世界女子ストロー級タイトルマッチで王者カーラ・エスパルザと対戦し、パンチラッシュで2RKO勝ちを収め王座の獲得に成功した。パフォーマンス・オブ・ザ・ナイトを受賞した。UFC世界王座を獲得した初めてのポーランド人となった。
2015年6月20日、UFC Fight Night: Jedrzejczyk vs. PenneのUFC世界女子ストロー級タイトルマッチで女子ストロー級ランキング3位の挑戦者ジェシカ・ペネと対戦し、パンチラッシュと膝蹴りで3RTKO勝ちを収め王座の初防衛に成功。ファイト・オブ・ザ・ナイトを受賞した。
2015年11月14日、UFC 193のUFC世界女子ストロー級タイトルマッチで女子ストロー級ランキング8位の挑戦者ヴァレリー・レターノーと対戦し、3-0の判定勝ちを収め、2度目の王座防衛に成功した。
2016年4月、リアリティ番組「The Ultimate Fighter」のシーズン23でクラウディア・ガデーリャとそれぞれのチームのコーチを務めた。
2016年7月8日、The Ultimate Fighter 23 FinaleのUFC世界女子ストロー級タイトルマッチで女子ストロー級ランキング1位の挑戦者クラウディア・ガデーリャと再戦し、3-0の判定勝ちを収め、3度目の王座防衛に成功した。ファイト・オブ・ザ・ナイトを受賞した。試合後のインタビューで因縁のあったガデーリャと和解した。
2016年11月12日、UFC 205のUFC世界女子ストロー級タイトルマッチで女子ストロー級ランキング2位の挑戦者カロリーナ・コバケビッチと対戦し、3-0の判定勝ちを収め、4度目の王座防衛に成功した。
2017年5月13日、UFC 211のUFC世界女子ストロー級タイトルマッチで女子ストロー級ランキング3位の挑戦者ジェシカ・アンドラージと対戦し、3-0の判定勝ちを収め、5度目の王座防衛に成功した。

#### 世界王座陥落
2017年11月4日、UFC 217のUFC世界女子ストロー級タイトルマッチで女子ストロー級ランキング4位の挑戦者ローズ・ナマユナスと対戦し、パウンドで1RTKO負け。キャリア初黒星を喫し王座から陥落した。
2018年4月7日、UFC 223のUFC世界女子ストロー級タイトルマッチで王者ローズ・ナマユナスとダイレクトリマッチを行い、0-3の判定負け。王座奪還に失敗した。
2018年7月28日、UFC on FOX 30で女子ストロー級ランキング5位のティーシャ・トーレスと対戦し、3-0の判定勝ち。
2018年12月8日、階級を1つ上のフライ級に上げ、UFC 231のUFC世界女子フライ級王座決定戦で女子フライ級ランキング1位のヴァレンティーナ・シェフチェンコと対戦し、0-3の5R判定負け。王座獲得に失敗した。
2019年10月12日、UFC Fight Night: Joanna vs. Watersonで女子ストロー級ランキング7位のミシェル・ウォーターソンと対戦し、3-0の5R判定勝ち。
2020年3月7日、UFC 248のUFC世界女子ストロー級タイトルマッチで王者ジャン・ウェイリーに挑戦し、打撃戦で互角の展開を繰り広げたものの、僅差で1-2（48-47、47-48、47-48）の判定負け。敗れはしたものの、ファイト・オブ・ザ・ナイトを受賞した。また、この試合は同年のUFC ファイト・オブ・ザ・イヤーを受賞した。
2022年6月12日、約2年3カ月ぶりの復帰戦となったUFC 275で女子ストロー級ランキング2位のジャン・ウェイリーと再戦し、右バックハンドブローで2RKO負け。試合後のインタビューで総合格闘技からの引退を発表した。
2024年3月9日、UFC 299でイェンジェイチックのUFC殿堂入り（現代部門）が発表された。

## 人物・エピソード
- 難解な名前のため、UFC公式サイトで「世界の格闘技ファンは、ヨアナ・イェンドジェイチェクという名前を正しく書き発音できるようになるべきである」と言及されたことがある[6]。

## 戦績
| 総合格闘技 戦績 | 総合格闘技 戦績 | 総合格闘技 戦績 | 総合格闘技 戦績 | 総合格闘技 戦績 | 総合格闘技 戦績 | 総合格闘技 戦績 |
| --------------- | --------------- | --------------- | --------------- | --------------- | --------------- | --------------- |
| 21 試合         | (T)KO           | 一本            | 判定            | その他          | 引き分け        | 無効試合        |
| 16 勝           | 4               | 1               | 11              | 0               | 0               | 0               |
| 5 敗            | 2               | 0               | 3               | 0               | 0               | 0               |

| 勝敗 | 対戦相手                         | 試合結果                           | 大会名                                                                         | 開催年月日     |
| ×    | ジャン・ウェイリー               | 2R 2:28 KO（右バックハンドブロー） | UFC 275: Teixeira vs. Procházka                                                | 2022年6月12日  |
| ×    | ジャン・ウェイリー               | 5分5R終了 判定1-2                  | UFC 248: Adesanya vs. Romero 【UFC世界女子ストロー級タイトルマッチ】           | 2020年3月7日   |
| ○    | ミシェル・ウォーターソン         | 5分5R終了 判定3-0                  | UFC Fight Night: Joanna vs. Waterson                                           | 2019年10月12日 |
| ×    | ヴァレンティーナ・シェフチェンコ | 5分5R終了 判定0-3                  | UFC 231: Holloway vs. Ortega 【UFC世界女子フライ級王座決定戦】                 | 2018年12月8日  |
| ○    | ティーシャ・トーレス             | 5分3R終了 判定3-0                  | UFC on FOX 30: Alvarez vs. Poirier 2                                           | 2018年7月28日  |
| ×    | ローズ・ナマユナス               | 5分5R終了 判定0-3                  | UFC 223: Khabib vs. Iaquinta 【UFC世界女子ストロー級タイトルマッチ】           | 2018年4月7日   |
| ×    | ローズ・ナマユナス               | 1R 3:03 TKO（左フック→パウンド）   | UFC 217: Bisping vs. St-Pierre 【UFC世界女子ストロー級タイトルマッチ】         | 2017年11月4日  |
| ○    | ジェシカ・アンドラージ           | 5分5R終了 判定3-0                  | UFC 211: Miocic vs. dos Santos 2 【UFC世界女子ストロー級タイトルマッチ】       | 2017年5月13日  |
| ○    | カロリーナ・コバケビッチ         | 5分5R終了 判定3-0                  | UFC 205: Alvarez vs. McGregor 【UFC世界女子ストロー級タイトルマッチ】          | 2016年11月12日 |
| ○    | クラウディア・ガデーリャ         | 5分5R終了 判定3-0                  | The Ultimate Fighter 23 Finale 【UFC世界女子ストロー級タイトルマッチ】         | 2016年7月8日   |
| ○    | ヴァレリー・レターノー           | 5分5R終了 判定3-0                  | UFC 193: Rousey vs. Holm 【UFC世界女子ストロー級タイトルマッチ】               | 2015年11月14日 |
| ○    | ジェシカ・ペネ                   | 3R 4:22 TKO（スタンドパンチ連打）  | UFC Fight Night: Jedrzejczyk vs. Penne 【UFC世界女子ストロー級タイトルマッチ】 | 2015年6月20日  |
| ○    | カーラ・エスパルザ               | 2R 4:17 KO（スタンドパンチ連打）   | UFC 185: Pettis vs. dos Anjos 【UFC世界女子ストロー級タイトルマッチ】          | 2015年3月14日  |
| ○    | クラウディア・ガデーリャ         | 5分3R終了 判定2-1                  | UFC on FOX 13: dos Santos vs. Miocic                                           | 2014年12月13日 |
| ○    | ジュリアナ・リマ                 | 5分3R終了 判定3-0                  | UFC on FOX 12: Lawler vs. Brown                                                | 2014年7月26日  |
| ○    | ロジー・セクストン               | 2R 2:36 KO（パンチ）               | Cage Warriors 69: Super Saturday                                               | 2014年6月7日   |
| ○    | カルラ・ベニテス                 | 5分3R終了 判定3-0                  | WAM: Fabinski vs. Herb                                                         | 2014年5月9日   |
| ○    | ジュリア・ベレジコヴァ           | 5分2R終了 判定3-0                  | Fight Nights: Battle of Moscow 12                                              | 2013年6月20日  |
| ○    | ケイト・ジャクソン               | 2R終了時 TKO（棄権）               | PLMMA 17 Extra: Warmia Heroes                                                  | 2013年5月18日  |
| ○    | リリヤ・カザフ                   | 1R 3:22 リアネイキドチョーク       | Makowski Fighting Championship 5                                               | 2012年12月8日  |
| ○    | シルヴィア・ユスケヴィッチ       | 5分2R終了 判定3-0                  | SFT: MMA Fight Night Diva SPA                                                  | 2012年5月19日  |

## 獲得タイトル
- IFMAムエタイ世界選手権 女子フェザー級 優勝（2009年-2013年）
- 初代J-GIRLS世界フェザー級王座（2009年）
- WKN世界女子フェザー級王座（2012年）
- WBKF世界女子フェザー級王座（2013年）
- 第2代UFC世界女子ストロー級王座（2014年）

## 表彰
- UFC
  - UFC殿堂入り（2024年）
  - UFC ファイト・オブ・ザ・ナイト（3回）
  - UFC パフォーマンス・オブ・ザ・ナイト（1回）
  - UFC ファイト・オブ・ザ・イヤー（2020年/ジャン・ウェイリー戦）
- MMA Fighting
  - ファイト・オブ・ザ・イヤー（2020年/ジャン・ウェイリー戦）
- MMAJunkie
  - 女子ファイター・オブ・ザ・イヤー（2015年）
  - ファイト・オブ・ザ・イヤー（2020年/ジャン・ウェイリー戦）
- Bleacher Report
  - ファイト・オブ・ザ・イヤー（2020年/ジャン・ウェイリー戦）
- Sherdog
  - ファイト・オブ・ザ・イヤー（2020年/ジャン・ウェイリー戦）
- BT Sport
  - ファイト・オブ・ザ・イヤー（2020年/ジャン・ウェイリー戦）